# Steven Théolier
Steven Théolier (* 7. November 1990) ist ein ehemaliger französisch-niederländischer Skirennläufer. Seine Spezialdisziplin war der Slalom.

## Biografie
Steven Théolier ist der Sohn des Trainers Jacques Théolier, der ab 1994 für den Französischen Skiverband arbeitete und 2009 Cheftrainer des italienischen Slalom-Herrenteams wurde. Er stammt aus Valfréjus und bestritt nach Erreichen des Alterslimits in der Saison 2005/2006 seine ersten FIS-Rennen. 2007 bekam er die Möglichkeit am European Youth Olympic Festival in Jaca teilzunehmen, wo er jeweils Fünfter im Slalom und im Riesenslalom wurde. Nach weiteren Starts in FIS-Rennen, bei denen er zunächst kaum vordere Platzierungen erzielte, kam Théolier am 21. Januar 2009 im Slalom von Courchevel erstmals im Europacup zum Einsatz. Dabei fuhr er als 28. auf Anhieb in die Punkteränge. Danach startete er in seiner Spezialdisziplin Slalom auch bei den Juniorenweltmeisterschaften 2009 in Garmisch-Partenkirchen, wo er allerdings im zweiten Durchgang disqualifiziert wurde.
Während der nächsten zwei Jahre erzielte Théolier erstmals Siege und Podestplätze in FIS-Rennen. Er gewann aber keine weiteren Europacuppunkte, bis er am 21. Dezember 2011 im Parallelrennen (City Event) von St. Vigil als Neunter erstmals unter die besten zehn fuhr. Am 8. Dezember 2012 war Théolier, der bisher keinem Kader des Französischen Skiverbandes angehört, beim Slalom in Val-d’Isère erstmals im Weltcup gestartet. In seinem zweiten Weltcuprennen, dem Nachtslalom des 3-Tre-Rennens in Madonna di Campiglio am 18. Dezember 2012, erreichte er den 15. Platz und gewann damit seine ersten Weltcuppunkte. Einen Monat später gelang ihm im Slalom von Kirchberg in Tirol der erste Sieg in einem Europacuprennen. Im September 2013 erlitt er im Sommertraining in Ushuaia einen Kreuzbandriss, womit er die gesamte Saison 2013/14 verpasste. Danach konnte er keine weiteren Weltcuppunkte mehr gewinnen.
Im Februar 2018 beendete Theolier seine Karriere.

## Privates
Théolier ist der Enkel des niederländischen Radsportlers Jan Janssen.

## Erfolge

### Weltmeisterschaften
- Schladming 2013: 22. Slalom
- St. Moritz 2017: DNQ Slalom

### Weltcup
- 2 Platzierungen unter den besten 20

### Weltcupwertungen
| 2012/13 | 94.                                 | 37                                  | 36.                                 | 37                                  |                                     |                                     |                                     |                                     |                                     |                                     |                                     |                                     |                                     |                                     |
| 2013/14 | verletzungsbedingt keine Ergebnisse | verletzungsbedingt keine Ergebnisse | verletzungsbedingt keine Ergebnisse | verletzungsbedingt keine Ergebnisse | verletzungsbedingt keine Ergebnisse | verletzungsbedingt keine Ergebnisse | verletzungsbedingt keine Ergebnisse | verletzungsbedingt keine Ergebnisse | verletzungsbedingt keine Ergebnisse | verletzungsbedingt keine Ergebnisse | verletzungsbedingt keine Ergebnisse | verletzungsbedingt keine Ergebnisse | verletzungsbedingt keine Ergebnisse | verletzungsbedingt keine Ergebnisse |

### Juniorenweltmeisterschaften
- Garmisch-Partenkirchen 2009: DSQ Slalom

### Europacup
- Saison 2012/13: 6. Slalomwertung
- 2 Platzierungen unter den besten fünf, davon 1 Sieg:

| Datum           | Ort                | Land       | Disziplin |
| --------------- | ------------------ | ---------- | --------- |
| 20. Januar 2013 | Kirchberg in Tirol | Österreich | Slalom    |

### Weitere Erfolge
- 10 Siege in FIS-Rennen